# Электронно-лучевая томография
Электронно-лучевая томография (ЭЛТ) — особый вид компьютерной томографии (КТ), обеспечивающий время экспозиции в 50 мс и сканирование со скоростью 15-20 изображений в секунду. Эта скорость достаточна для исследований движущегося сердца: четко очерченные изображения могут быть получены без использования синхронизации с ЭКГ. Такую методику называют также кино-КТ, сверхбыстрой КТ, миллисекундной КТ, КТ пятого поколения.

## Описание
ЭЛТ обеспечивает:
- сверхбыстрое сканирование (близкое к реальному масштабу времени)
- отсутствие артефактов от дыхания и движений пациента
- наиболее полную реализацию возможности изучения динамических процессов (перфузия миокарда, выявление очагов ишемии)
- объёмное (спиральное) сканирование
- большое число срезов для создания высококачественных трехмерных реконструкций (КТ-ангиография)
- высокую пропускную способность системы
- оптимальное использование контрастных препаратов

### Достоинства
- Очень высокая скорость получения изображений
- Возможны исследования сердца и сосудов
- Ранняя диагностика коронарного атеросклероза

### Показания
ЭЛТ наиболее оправдано для исследований пациентов с кардиологическими заболеваниями . Особенно высока информативность метода для изучения проксимальных отделов коронарных артерий и оценки проходимости аорто-коронарных шунтов. Кроме того, эта методика может применяться для диагностики всех видов патологии, при которой показано выполнение КТ. В частности, ЭЛТ играет важную роль в обследованиях детей и пациентов с травмой, где высокая скорость выполнения исследования особенно важна. Малое время исследования приводит к устранению артефактов от движений пациента, что позволяет избежать использования наркоза и седации, необходимых при большинстве педиатрических КТ-обследований.
Во всём мире ЭЛТ начинает широко использоваться не только для научных, но и для практических целей. В первую очередь это относится к диагностике самого распространенного заболевания — ишемической болезни сердца (ИБС).
Метод позволяет неинвазивно выявлять:
1. Наличие кальция в стенках коронарных артерий и количественную оценку его содержания. Показано, что этот параметр является одним из наиболее надёжных предикторов наличия коронарного атеросклероза. В настоящее время в Европе и США создаются центры по широкому скринингу пациентов с атеросклерозом коронарных артерий с помощью систем ЭЛТ.

1. ЭЛТ является, на настоящий момент, лучшим методом неинвазивной визуализации начальных отделов коронарных артерий и шунтов (КТ-ангиография).

1. С помощью ЭЛТ возможно изучение кровоснабжения (перфузии) миокарда.

ЭЛТ можно считать оптимальной системой для выполнения КТ-ангиографии. С помощью ЭЛТ возможно быстрое выполнение большого числа срезов на пике контрастирования исследуемого сосуда с последующей трёхмерным реформатированием и реконструкцией изображений.

### Противопоказания
Абсолютных противопоказаний к ЭЛТ нет, однако, в связи с использованием ионизирующего излучения, при обследовании беременных женщин и маленьких детей важно тщательно взвешивать необходимость проведения процедуры в каждом конкретном случае — это относится к любому виду компьютерной томографии.